# Albrecht Weber
Albrecht Friedrich Weber (17 février 1825, Breslau – 30 novembre 1901, Berlin) est un indianiste et historien prussien.

## Œuvres
- Weiße Jadschurveda, Londres 1849-1859 (3 Bde.)
- Schwarze Jadschurveda, Leipzig 1871-1872
- Tscharanawyuha. Übersicht über die Schulen der Vedas, Berlin 1855
- Indische Litteraturgeschichte, Berlin 1852
- Indische Skizzen, Berlin 1857
- Indische Streifen, Berlin 1868-1879 (3 vols.)
- Verzeichnis der Berliner Sanskrithandschriften, Berlin 1853 ff.
- Über das Catrunjaya des Mahâtmyam, Leipzig 1858